# Francisco Solano López
Francisco Solano López Carrillo (Assunção, 24 de julho de 1827 — Cerro Corá, 1º de março de 1870) foi um militar e político paraguaio servindo como presidente de seu país de 1862 até sua morte em 1870. Ele era o filho mais velho de Juana Pabla Carrillo e do presidente Carlos Antonio López, antecessor de Francisco.
Em uma idade muito jovem serviu no Exército paraguaio lutando contra Juan Manuel de Rosas nas hostilidades esporádicas sustentadas pelo Paraguai e Argentina durante as Guerras Platinas. Após a queda de Rosas, tornou-se Embaixador do Paraguai, como Ministro Plenipotenciário, em vários países europeus, de 1853 a 1855. De volta a Assunção, foi nomeado ministro da guerra de seu pai Carlos, assumindo depois a presidência quando seu pai morreu.
Ele é uma das figuras mais controversas da história sul-americana, principalmente por causa da Guerra do Paraguai, conhecida na Bacia do Prata como Guerra da Triplice-Aliança.
De uma perspectiva, suas ambições foram a principal razão para a eclosão da guerra enquanto outros argumentos sustentam que ele era um feroz defensor da independência das nações sul-americanas contra o domínio e interesses estrangeiros. Ele resistiu até o fim e foi morto em ação durante a Batalha de Cerro Corá, por um militar do exército imperial do Brasil, o que marcou o fim da Guerra do Paraguai e a rendição do Paraguai ao Brasil.

## Vida e carreira

### A vida antes da guerra

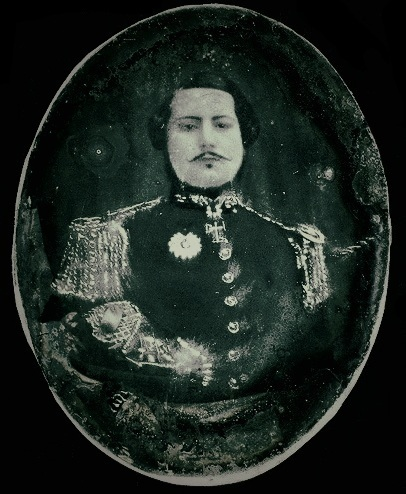
Solano López por volta dos 27 anos, c.1854

Solano López nasceu em Manorá, um bairro de Assunção em 1827. Seu pai, Carlos Antonio Lopez, ascendeu à presidência paraguaia em 1841 após a morte do ditador de longa data da nação, José Gaspar Rodríguez de Francia. O mais velho Lopez comissionaria seu filho como general de brigada do exército paraguaio, aos 18 anos, em 1844. Durante as guerras civis argentinas, Solano Lopez foi nomeado comandante-em-chefe das forças paraguaias estacionadas ao longo da fronteira argentina. Ele prosseguiu seus primeiros estudos militares no Rio de Janeiro e Assunção, especializando-se em fortificações e artilharia.

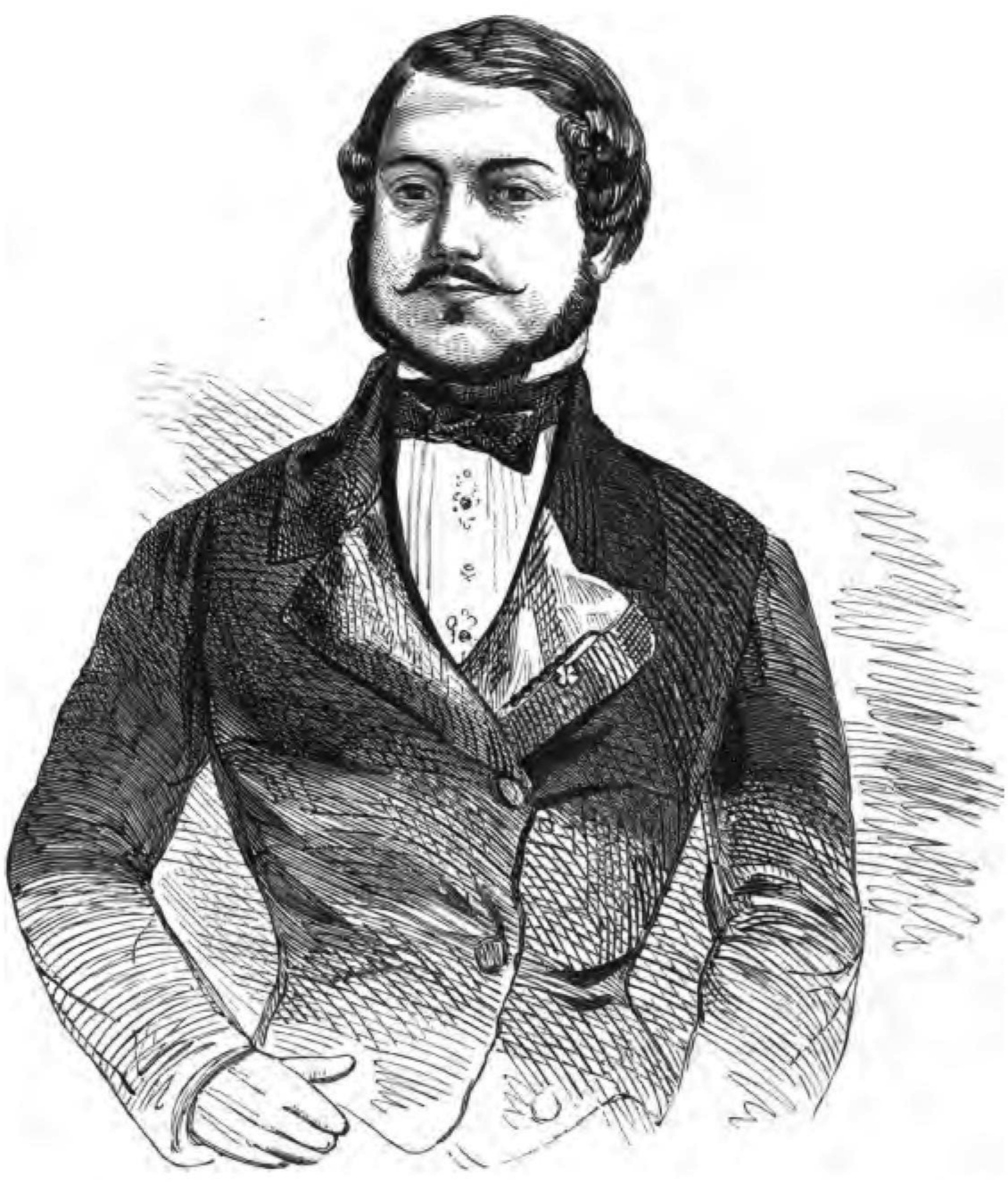
General de Brigada Francisco Solano López, enviado extraordinário e ministro plenipotenciário da República do Paraguai

Solano Lopez foi despachado para a Europa em 1853 como ministro plenipotenciário da Grã- Bretanha, França e Reino da Sardenha. Lopez passou mais de um ano e meio na Europa, a maior parte em Paris. Ele comprou grandes quantidades de armas e suprimentos militares, juntamente com vários vapores, em nome dos militares paraguaios. Também modernizou o Exército paraguaio com as novidades que adquiriu na Europa, adotando o Código Francês e o Sistema Prussiano de organização militar (recebendo alguns elogios por essa inovação muitos anos depois). Seu trabalho diplomático também incluiu a organização de um projeto para construir uma nova ferrovia e esforços para estabelecer uma colônia de emigrantes franceses no Paraguai. Ele instalou o primeiro telégrafo elétrico da América do Sul. Lopez também se tornou um grande admirador do Segundo Império francês e desenvolveu um fascínio por Napoleão Bonaparte. López mais tarde equipou seu exército com uniformes projetados para combinar com os do Grande Armée e dizia-se que ele também encomendou para si uma réplica exata da coroa de Napoleão, mas isso ainda não foi comprovado.
Foi também durante seu tempo na França que Solano Lopez conheceu uma cortesã parisiense, a irlandesa Eliza Lynch, e a trouxe de volta ao Paraguai. Lá ela foi sua concubina e primeira-dama de fato até sua morte.
Solano López voltou da Europa em 1855 e seu pai o nomeou Ministro da Guerra. Ele foi elevado ao cargo de vice-presidente do Paraguai em 1862 após a morte do Carlos Antonio López.
Em novembro de 1859, López estava a bordo do vapor paraguaio Tacuari, que foi capturado por navios da Marinha Real tentando pressionar seu pai a libertar um cidadão britânico da prisão. O cônsul britânico que ordenou a ação foi Sir William Dougal Christie, que havia sido substituído por Edward Thornton, que adotou um tom bem menos agressivo em comparação com Christie.
Com a morte de seu pai em 1862, López convocou o Congresso do Paraguai, e foi unanimemente proclamado Presidente do Paraguai por um mandato de dez anos.

## Presidência

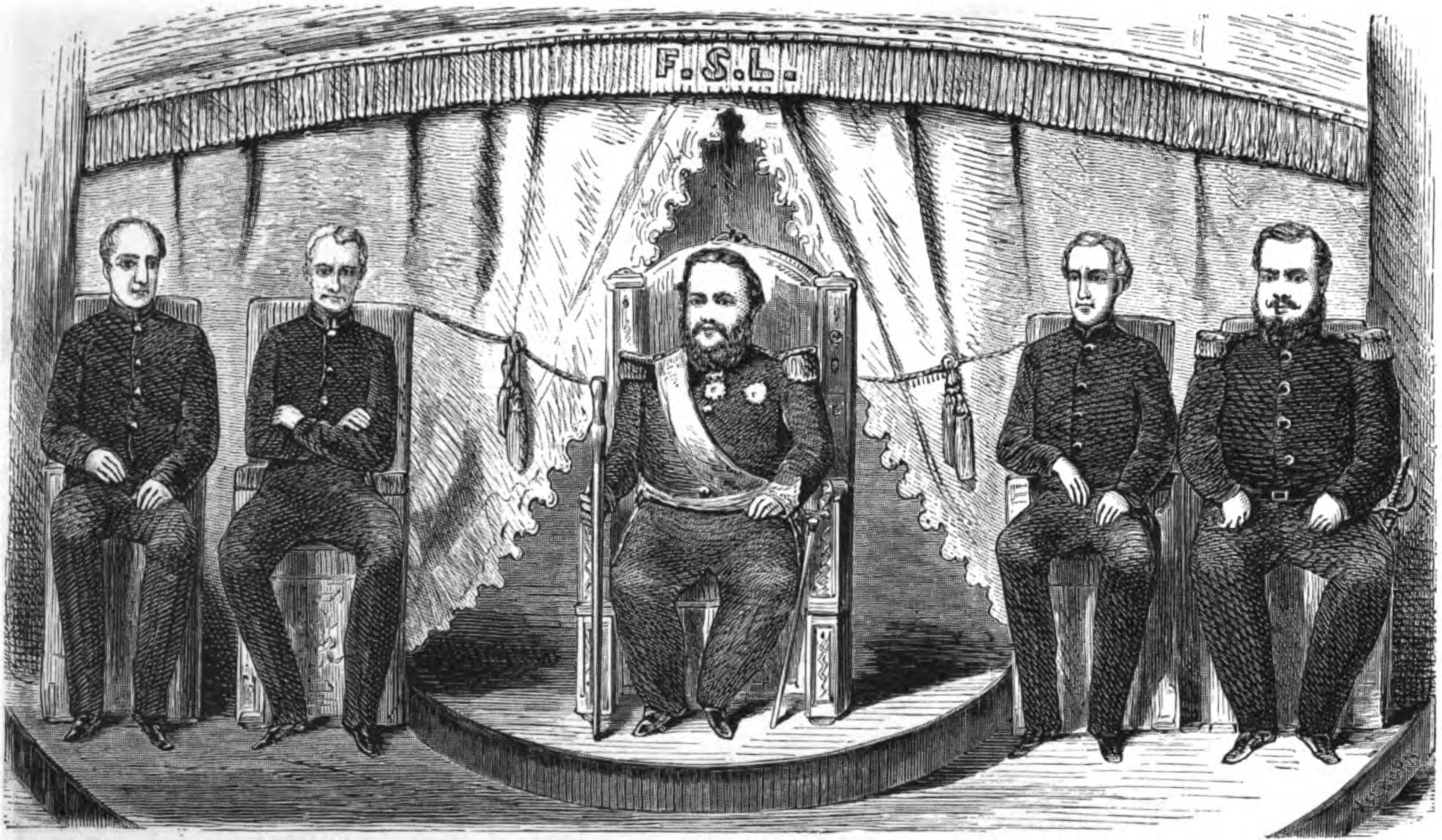
O trono: López e seu gabinete

Após assumir o cargo, López optou por continuar a maior parte das políticas de protecionismo econômico e desenvolvimento interno adotadas por seus antecessores. No entanto, rompeu fortemente com a tradicional política de estrito isolacionismo nas relações exteriores, defendida por antigos líderes paraguaios. López, em vez disso, embarcou em uma abordagem mais ativista da política internacional. Ele tinha, como sua grande ambição, posicionar o Paraguai como uma "terceira força" credível na rivalidade em curso entre a Argentina e o Império do Brasil pelo controle da Bacia do Rio da Prata.
López queria que o Paraguai competisse com as principais potências do continente na luta por despojos e domínio regional. Em busca desse objetivo, López procurou organizar as nações menores da região em uma coalizão política destinada a compensar o poder e a influência de brasileiros e argentinos. López encontrou um ávido aliado no presidente uruguaio Bernardo Berro, outro líder cujo país foi frequentemente ameaçado pelas várias intrigas das duas grandes potências do continente. Berro e López concluiriam rapidamente uma aliança e López iniciaria uma expansão maciça e reorganização das forças armadas paraguaias, introduzindo o serviço militar obrigatório para todos os homens, juntamente com outras reformas.
Sob López, o Paraguai cresceu para possuir um dos exércitos mais bem treinados, mas mal equipados da região. Ele comprou novas armas da França e da Inglaterra, mas elas não chegaram por causa do bloqueio imposto pelos aliados quando a guerra eclodiu.

### Papel no início da guerra

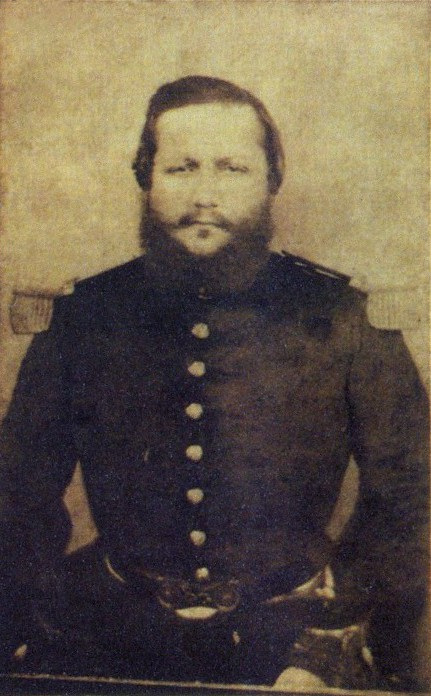
Última foto conhecida de Solano López, pelo fotógrafo Domenico Parodi, c. 1870

Em 1863, o Império do Brasil – que não mantinha relações amistosas com o Paraguai – começou a fornecer apoio militar e político a uma incipiente rebelião no Uruguai liderada por Venâncio Flores e seu Partido Colorado contra o governo do Partido Blanco de Bernardo Berro e seu sucessor Atanasio Aguirre. Os uruguaios sitiados pediram repetidamente assistência militar de seus aliados paraguaios contra os rebeldes apoiados pelo Brasil. López manifestou seu apoio ao governo de Aguirre por meio de uma carta ao Brasil, na qual dizia que qualquer ocupação de terras uruguaias pelo Brasil seria considerada um ataque ao Paraguai.
Quando o Brasil não atendeu à carta e invadiu o Uruguai em 12 de outubro de 1864, López apreendeu o navio mercante brasileiro Marqués de Olinda no porto de Assunção, e prendeu o governador brasileiro da província de Mato Grosso, que estava a bordo. No mês seguinte (dezembro de 1864) Lopez declarou formalmente guerra ao Império do Brasil e despachou uma força para invadir o Mato Grosso. A força apreendeu e saqueou a cidade de Corumbá e tomou posse da província e suas minas de diamantes, juntamente com uma imensa quantidade de armas e munições, incluindo pólvora suficiente para todo o Exército paraguaio por pelo menos um ano de guerra ativa. No entanto, as forças paraguaias não podiam ou não queriam tomar a capital Cuiabá, no norte de Mato Grosso.
López pretendia enviar tropas ao Uruguai para apoiar o governo de Atanasio Aguirre, mas quando pediu permissão à Argentina para cruzar seu solo, o presidente Bartolomé Mitre recusou-se a permitir que a força paraguaia cruzasse a província intermediária de Corrientes. A essa altura, os brasileiros conseguiram derrubar Aguirre com sucesso e instalar seu aliado Venâncio Flores como presidente, tornando o Uruguai pouco mais que um estado fantoche brasileiro.
O Congresso paraguaio, convocado por López, concedeu-lhe o título de "Marechal-Presidente" dos Exércitos Paraguaios (equivalente a Grande Marechal, ele foi o único paraguaio que ganhou esse posto em vida) e lhe deu poderes de guerra extraordinários. Em 13 de abril de 1865, ele declarou guerra à Argentina, apreendendo dois navios de guerra argentinos na Baía de Corrientes. No dia seguinte, ele ocupou a cidade de Corrientes, instituiu um governo provisório de seus partidários argentinos e anunciou que o Paraguai havia anexado a província de Corrientes e a província argentina de Entre Ríos.
Em 1º de maio de 1865, o Brasil juntou-se à Argentina e ao Uruguai na assinatura do Tratado da Tríplice Aliança, que estipulava que eles deveriam lutar unidos contra o Paraguai até que o atual governo do Paraguai fosse derrubado e "até que nenhuma arma ou elemento de guerra fosse deixado para isto." Este acordo foi literalmente cumprido. Este tratado também estipulava que mais da metade dos territórios paraguaios seriam conquistados pelos Aliados após a guerra. O tratado, quando tornado público, causou indignação internacional e vozes se ergueram em favor do Paraguai.

### Guerra da Tríplice Aliança

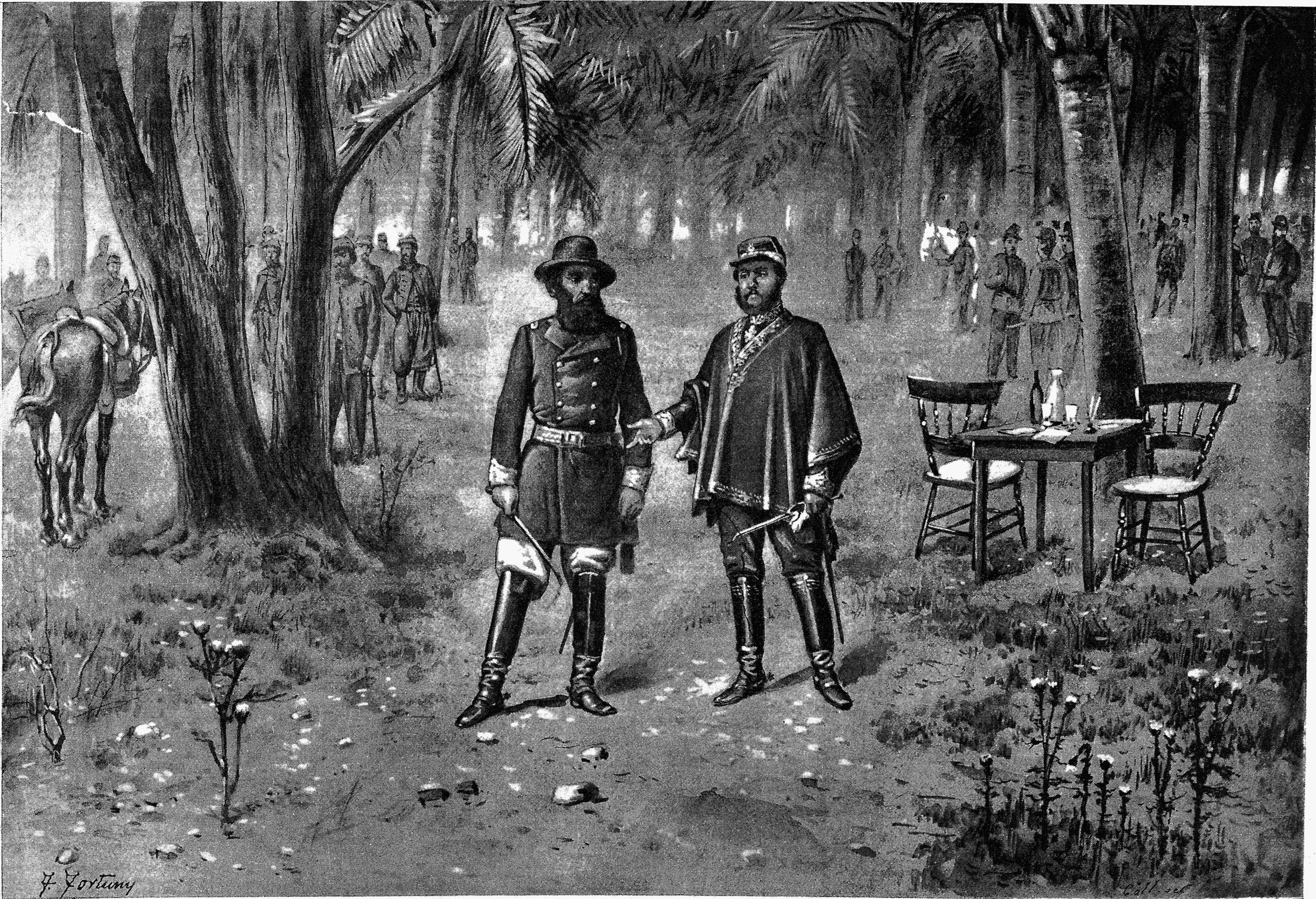
Entrevista em Yatayty Corá

A guerra que se seguiu, que durou até 1º de março de 1870, foi realizada com grande teimosia e com fortunas alternadas, embora os desastres de López aumentassem constantemente. Seu primeiro grande revés ocorreu em 11 de junho de 1865, quando a impotente frota paraguaia foi destruída pela Marinha do Brasil na Batalha do Riachuelo, que deu aos Aliados o controle sobre as várias hidrovias ao redor do Paraguai e forçou López a se retirar da Argentina.
Em 12 de setembro de 1866, López convidou Mitre para uma reunião em Yatayty Corá. López acreditava que era o momento certo para tratar pela paz e estava pronto para assinar um tratado de paz com os Aliados. Nenhum acordo foi alcançado, uma vez que as condições de Mitre eram que todos os artigos do Tratado da Tríplice Aliança ainda deveriam ser cumpridos, uma condição que López recusou. Independentemente da recusa de López, um tratado de paz não era algo que Mitre poderia garantir, exceto nos termos do artigo VI do tratado, que afirmava que "Os aliados comprometem-se solenemente a não depor as armas senão por mútuo acordo, e até que tenham derrubado a autoridade do atual Governo do Paraguai, e "não negociar separadamente com o inimigo comum ou assinar um tratado de paz, trégua, armistício ou qualquer convenção para encerrar ou suspender a guerra, mas com o perfeito acordo de todos".
Em 1868, quando os aliados o pressionavam com força, ele se convenceu de que seus partidários paraguaios realmente formaram uma conspiração contra sua vida. Em seguida, várias centenas de cidadãos paraguaios proeminentes foram apreendidos e executados por sua ordem, incluindo seus irmãos e cunhados, ministros, juízes, prefeitos, oficiais militares, bispos e padres, e nove décimos dos oficiais civis, juntamente com mais de duzentos estrangeiros, entre eles vários membros das delegações diplomáticas (Matanza de San Fernando). Durante este tempo, ele também mandou açoitar sua mãe de 70 anos e ordenou sua execução, porque ela lhe revelou que ele havia nascido fora do casamento.
Ramona Martínez, que trabalhou como enfermeira na guerra, foi escravizada por López; por sua luta e reunião de soldados, ela foi apelidada de "Joana d'Arc americana".

#### Batalha de Cerro Corá
As tropas aliadas capturaram a capital paraguaia de Assunção em 1º de janeiro de 1869, forçando López e o que restava de seu exército e governo a fugir para o campo. No final de 1869, López foi finalmente levado com um punhado de tropas para a fronteira norte do Paraguai. Ele chegou a Cerro Corá em 14 de fevereiro de 1870. Dois destacamentos foram enviados em busca de Solano López, que estava acompanhado por 200 homens nas florestas do norte, onde recebeu notícias das consideráveis forças brasileiras que o cercavam. Isso fez com que alguns dos oficiais que ainda estavam com López o abandonassem e se aproximassem da força aliada, sob o comando do general brasileiro José Antônio Correia da Câmara, à qual prontamente se juntaram como batedores para conduzi-los a López.

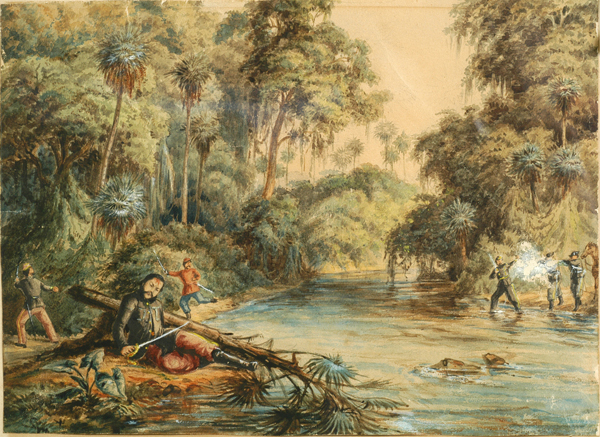
Morte de Francisco Solano López

Ao saber disso, López convocou um último conselho de guerra com os oficiais restantes de seu estado-maior para decidir o curso de ação para a próxima batalha: se eles deveriam fugir para a cordilheira da floresta tropical ou ficar e resistir aos atacantes. O conselho decidiu ficar e acabar com a guerra de uma vez por todas lutando até a morte.
A força brasileira chegou ao acampamento em 1º de março. Durante a batalha que se seguiu, López foi separado do restante de seu exército e acompanhado apenas por seu ajudante e alguns oficiais. Ele havia sido ferido com uma lança no estômago e atingido com uma espada na lateral da cabeça e, portanto, estava fraco demais para andar sozinho. Conduziram-no ao ribeirão Aquidabangui, e ali o deixaram a pretexto de conseguir reforços.
Enquanto Lopez estava sozinho com seu ajudante, o general Câmara chegou junto com seis soldados e se aproximou dele, chamando-o para se render e garantindo sua vida. López recusou e gritou ¡Muero con mi patria!, ("Morro com minha nação!"), tentou atacar Câmara com sua espada. Câmara ordenou que ele fosse desarmado, mas López morreu durante a luta com os soldados que tentavam desarmá-lo. Este incidente marcou o fim da guerra da Tríplice Aliança.

## Legado
Há um debate dentro do Paraguai sobre se ele foi um líder destemido que liderou suas tropas até o fim ou se ele levou o Paraguai a uma guerra que nunca poderia vencer e quase eliminou o país do mapa. O debate não foi ajudado pela postura revisionista do regime de Stroessner sobre a história nacional.
Por outro lado, ele é considerado por alguns latino-americanos como um defensor dos direitos das nações menores contra o imperialismo dos vizinhos mais poderosos. Por exemplo, Eduardo Galeano argumenta que ele e seu pai continuaram o trabalho de José Gaspar Rodríguez de Francia ao defender o Paraguai como "o único país que o capital estrangeiro não havia deformado".
Há um debate em curso no Paraguai entre os historiadores sobre as palavras finais de López. As duas versões são Muero por mi patria ("Morro pela minha nação") ou Muero con mi patria ("Morro com minha nação"). (Este último pode ter sido baseado no testamento de Luís de Camões.) Em todo o caso, Juan Silvano Godoi escreveu sobre o evento:

O marechal López morreu profundamente convencido de que, junto com ele, a independência do Paraguai desapareceria. Adquiriu essa convicção ao saber que os aliados haviam organizado em Assunção um "governo temporário" formado pelos paraguaios que pegaram em armas contra seu governo e lutaram pelo exército da Tríplice Aliança

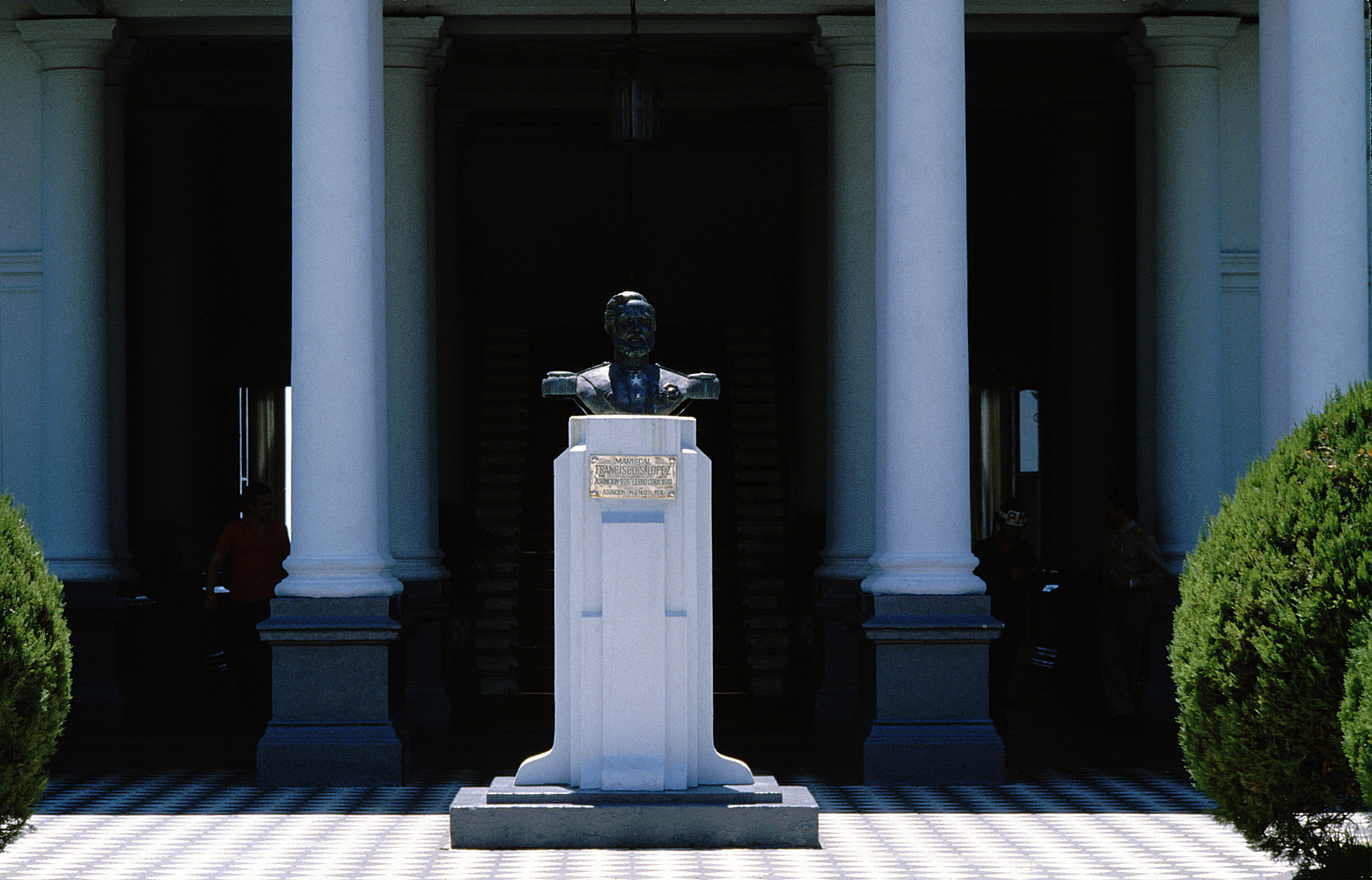
Um busto de Solano López em Assunção

Em 1º de março, feriado nacional no Paraguai, o "Dia de los Heroes" (Dia dos Heróis) é realizado em homenagem à memória de López. É o feriado mais importante do país após o Dia da Independência. López ainda é considerado o maior herói nacional paraguaio, e seus restos mortais estão localizados no Panteão Nacional dos Heróis em Assunção. É costume em Assunção que, quando acontece algo historicamente digno de comemoração (como a vitória do ex-presidente Fernando Lugo nas eleições de 2008), as pessoas se reúnem com suas bandeiras na rua em frente ao Panteão e comemoram o evento.
Em 2007, a presidente argentina Cristina Kirchner nomeou uma unidade militar argentina em homenagem ao marechal Francisco Solano López. Era o 2º Grupo de Artilharia Blindada. Durante a cerimônia, os hinos nacionais de ambas as nações foram cantados e oficiais de alto escalão de ambos os exércitos estavam presentes. O Chefe do Exército Argentino fez um discurso no evento no qual afirmou: "Falar do Exército Paraguaio e do Exército Argentino é falar de uma e mesma coisa.
Hoje, no exército argentino, honrados com a visita do Comandante do Exército do Paraguai, trabalhamos intensamente na realização do sonho dos pais de nossa nação. Desses homens que queriam construir uma grande nação, o general José de San Martín e, precisamente, o marechal López.". Depois, o tenente-general Bendini disse:

Marechal López inspirou em seus homens um espírito e amor por sua terra que os fez preferir morrer a se render. Ele é um exemplo do que é um líder, um motorista, um homem que sabe chegar ao seu povo. Tenho certeza de que os homens deste grupo de artilharia seguirão o exemplo deste bravo soldado paraguaio e serão considerados dignos do nome que sua unidade carrega.

Ao final da cerimônia, o Comandante do Exército Paraguaio presenteou a unidade com um retrato de López. Comentando, um dirigente do Buenos Aires La Nación, jornal fundado por Bartolomé Mitre, disse sob a manchete "Absurda homenagem a um ditador":
Nomear uma unidade militar com o nome do ditador que pisoteou a bandeira [argentina] é tão absurdo como se a França ou a Polônia chamassem um de seus regimentos de "Adolf Hitler".